# Виктория Ройялс
«Виктория Ройялс» (англ. Victoria Royals) — молодёжный хоккейный клуб из города Виктория, провинция Британская Колумбия, Канада. Выступает в Западной хоккейной лиге (WHL), одной из трёх лиг, составляющих Канадскую хоккейную лигу (CHL). Команда начала играть в сезоне 2011–12. В сезоне 2015–16 «Ройялс» стали победителем регулярного сезона, одержав 50 побед.